# Sherlock Holmes: Nemesis
Sherlock Holmes: Nemesis (укр. Шерлок Холмс: Відплата), також відома як Sherlock Holmes versus Arsène Lupin (укр. Шерлок Холмс проти Арсена Люпена) та Шерлок Холмс против Арсена Люпена (укр. Шерлок Холмс проти Арсена Люпена) — детективна відеогра 2007 року про пригоди Шерлока Холмса і доктора Ватсона, розроблена українською студією Frogwares і видана Focus Home Interactive. Вихід відбувся 2007 року у Франції та 2008 року в усьому світі відповідно. Видавцем у СНД виступила російська компанія Новий Диск.
Четверта гра в серії комп'ютерних ігор про Шерлока Холмса від Frogwares.
У 2010 році було випущено перевидання — Sherlock Holmes versus Arsène Lupin Remastered Edition, що вирізняється деякими змінами в ігровому процесі та поліпшеною графікою.

## Сюжет
Шерлок Холмс і його вірний друг і помічник доктор Ватсон, під час читання ранкової пошти на Бейкер-стріт, отримують лист від знаменитого французького джентльмена-грабіжника Арсена Люпена. У своєму листі Люпен кидає виклик Холмсу, запрошуючи його на «товариський поєдинок», оголосивши, що за п'ять днів він зможе викрасти п'ять найцінніших творів мистецтва з музеїв Лондона та повернути їх своїй країні, якій вони «по праву належать».
Вступаючи в поєдинок між двома геніальними умами, Шерлок Холмс змушений рятувати Британію від ганьби.

### Персонажі
- Шерлок Холмс — ігровий персонаж. Знаменитий приватний лондонський детектив, який розслідує справу про викрадення цінних британських реліквій Арсеном Люпеном.
- Доктор Ватсон — ігровий персонаж. Раніше служив лікарем на війні в Афганістані, через певні причини був змушений залишити службу і зайнятися лікарською практикою в Лондоні. Після зустрічі з Шерлоком Холмсом зацікавився його розслідуваннями, став його біографом і помічником, а згодом і вірним другом.
- Арсен Люпен — «шляхетний грабіжник», невловний французький злочинець, який задумав за п'ять днів викрасти п'ять найцінніших витворів мистецтва, що зберігаються у музеях Лондона та які (як він запевняє) по праву мають належати Франції.
- Інспектор Лестрейд — детектив зі Скотланд-Ярду, який працює разом із Шерлоком Холмсом і доктором Ватсоном, однак, традиційно, не здогадується про всі особливості справи. В епізоді з перевіркою Галереї гравець зможе пограти за Лестрейда.

## Ігровий процес
Ігровий процес являє собою тривимірний квест із видом від першої особи (у Remastered-версії було додано також вид, за якого персонажа видно збоку, у такому разі керування здійснюється за допомогою миші, а не миші-клавіатури).
Граючи за чергою, то за Шерлока Холмса, то за доктора Ватсона, гравець досліджує ігровий світ, спілкується з персонажами та розв'язує головоломки (багато з яких вимагають від персонажів пошуку відповіді в книжках або листах). Часто, дійшовши певного висновку, гравець має надрукувати на клавіатурі відповідь, яка допоможе подальшому продовженню розслідування. Під час діалогів є можливість обрати тему для розмови.
Відвідуючи різні локації, такі як Лондонська Національна галерея, Британський музей, Тауер і Букінгемський палац, гравець отримує можливість побачити сотні віртуальних репродукцій відомих картин і скульптур, а також послухати їхній опис. Багато локацій показано і в денний, і в нічний час, включно зі знаменитою вулицею Бейкер-стріт, на якій розташовується квартира Шерлока Холмса.

## Розробка
Розробкою гри займалася українська компанія Frogwares. Sherlock Holmes: Nemesis стала четвертою грою в серії ігор про пригоди Шерлока Холмса, запозичивши деякі характерні особливості у попередньої гри — Sherlock Holmes: The Awakened. Однією з таких особливостей є вид від першої особи, притаманний швидше шутерам від першої особи, ніж класичним квестам. Крім деякої інноваційності, це дає гравцеві додаткові переваги під час пошуку доказів і розгадування головоломок.
Дотримуючись традиції, закладеної в ігри Frogwares, Sherlock Holmes: Nemesis є не екранізацією раніше виданих книг про Шерлока Холмса, а самостійним сюжетом, створеним із використанням персонажів Артура Конан Дойла та Моріса Леблана.
Виданням гри займалася компанія Focus Home Interactive. На території Великої Британії видавцем виступила The Adventure Company, у СНД — компанія Новий Диск.

### Рушій
Гра використовує власний, доопрацьований ігровий рушій Frogwares, уперше застосований у квесті 80 Days, з інтегрованою фізикою PhysX компанії Ageia, підтримкою динамічних, «правильних» тіней, лицьової анімації, текстур високої роздільної здатності та інших графічних ефектів.

### Варіанти назв
- На території Північної Америки (коробковий варіант) і (пізніше) в Steam гра була випущена під назвою Sherlock Holmes: Nemesis (укр. Шерлок Холмс: Відплата). Слово «Nemesis» також можна перекласти, як «Немезида» — ім'я богині людської долі, відплати з давньогрецької міфології.
- Також є назва Sherlock Holmes vs The King of Thieves (укр. Шерлок Холмс проти Короля крадіїв), під такою назвою гру було випущено у Великій Британії.
- На території СНД гра відома під назвами Sherlock Holmes versus Arsène Lupin та Шерлок Холмс против Арсена Люпена (укр. Шерлок Холмс проти Арсена Люпена).

### Перевидання 2010
2010 року вийшло перевидання гри — Sherlock Holmes versus Arsène Lupin Remastered Edition з поліпшеною графікою (було покращено ефекти, освітлення, покращено вигляд багатьох ігрових локацій), можливістю вмикати вид від третьої особи, властивий класичним квестам (на додаток до виду від першої особи, як в оригінальній грі), та системою підказок (уперше з'явилась у Sherlock Holmes vs. Jack the Ripper 2009 року) і системою підказок (вперше з'явилась у Sherlock Holmes vs. Jack the Ripper 2009 року).
Раніше схоже перевидання отримала Sherlock Holmes: The Awakened.
Перевидання було видано тільки в цифровому вигляді: гра, що продається в Steam (хоча це не вказано на її сторінці) є саме Remastered-версією. Також Remastered-версія продається в цифровому магазині Focus Home Interactive.

## Великодки
Продовжуючи традицію, закладену в усі ігри від Frogwares, Sherlock Holmes: Nemesis містить безліч відсилань не тільки до друкованої серії детективів про Шерлока Холмса, а й до раніше випущених ігор компанії, інших літературних творів, персонажів і реальних особистостей.
Зокрема, так само як і в грі Sherlock Holmes: The Awakened, книжки, куплені в книжковій крамниці містера Барнса, містять справжні відомості. Наприклад, на початку гри, Ватсон, за допомогою книги про мореплавця Гораціо Нельсона, розшифровує анаграму. В іншій книзі згадується професор Хелсінг (професор Абрагам Ван Хелсінг — ворог графа Дракули з роману Брема Стокера та головний герой іншої комп'ютерної гри Frogwares — Dracula: Origin), а автор циклу книжок «Море, скелі, ліс», яку Шерлок може побачити у бібліотеці, підписаний, як Олівер Лавішгарт (ім'я молодого мандрівника та головного героя гри 80 Days).
У квартирі Холмса можна виявити статуетку божества Ктулху з попередньої гри — Sherlock Holmes: The Awakened, а також безліч відсилань до подій, що відбувалися в книжковій серії.
На рівні «Тауер» Холмсу необхідно зробити моментальний знімок кажана. Тінь від спалаху на знімку схожа на знак Бетмена — відомого вигаданого персонажа серії коміксів і фільмів. Після отримання знімка, доглядач вимовляє: «Віднесіть це фото інспектору Вейну» (повне ім'я Бетмена — Брюс Томас Вейн).
У Британському музеї, коли гравець зіграє на скрипці директору, той скаже: «Ця пісня називається "Вернись" і належить групі "Скарабеї"». Це відсилання до гурту The Beatles (укр. Жуки), у якого є пісня «Get Back» (укр. Повернись). Холмс також виявляє гроші, викрадені з будинку сера Ґрімбла, персонажа гри Sherlock Holmes: Secret of the Silver Earring.
Після розв'язання головної інтриги гри, Холмс просить Ватсона дати присягу, що він ніколи не опише цю історію у своїх записках — у такий спосіб творці гри обіграють той факт, що історія про Арсена Люпена ніколи не з'являлася на сторінках книг Артура Конан Дойла.